# Dow Jones Sustainability Index World
O Dow Jones Sustainability Index World é um indicador global de performance financeira. Foi lançado em 1999 como o primeiro indicador da performance financeira das empresas líderes em sustentabilidade a nível global.
As empresas que constam deste Índice, indexado à bolsa de Nova Iorque, são classificadas como as mais capazes de criar valor para os accionistas, a longo prazo, através de uma gestão dos riscos associados tanto a factores económicos, como ambientais e sociais.
A importância dada pelos investidores a este índice é reflexo de uma preocupação crescente das empresas e grupos económicos com um mundo sustentável. A sua performance financeira está, desta forma, intrinsecamente associada ao cumprimento de requisitos de sustentabilidade que atravessam todas as áreas da vida empresarial e que cruzam aspectos económicos, sociais e ambientais.
A Dow Jones & Company elabora três índices de sustentabilidade diferentes:
- Dow Jones Sustainability World Index - Este índice reúne, para cada sector económico, as empresas, consideradas a nível global, que se encontram nos primeiros 10% da tabela.
- Dow Jones STOXX Sustainability Index and Dow Jones EURO STOXX Sustainability Index - Como indicador para os investimentos sustentáveis na Europa, o Dow Jones STOXX Sustainability Index (DJSI STOXX) reúne as empresas líder em termos de Sustentabilidade dentro da zona euro. O grupo de empresas abrangidas por este índice inclui as que se encontram nos primeiros 20% da tabela.
- Dow Jones Sustainability North America Index e Dow Jones Sustainability United States Index - O Dow Jones Sustainability North America Index (DJSI North America) reúne as empresas nos primeiros 20% da tabela, considerando as 600 maiores da América do Norte no Dow Jones World Index. O Dow Jones Sustainability United States Index (DJSI United States) é um subconjunto do DJSI North America, que considera apenas os Estados Unidos.